# Neuer Fernsehturm Brasília
Der neue Fernsehturm Brasília (portugiesisch: Torre de TV Digital de Brasília) ist ein Fernsehturm in Brasília für die Ausstrahlung von Digitalfernsehen. Der Baufortschritt verzögerte sich aufgrund einer politischen Krise, sodass der ursprüngliche Eröffnungstermin am 21. April 2010 – dem 50. Jahrestag der brasilianischen Hauptstadt – nicht aufrechterhalten werden konnte. Der Turm befindet sich in Lago Norte im Norden Brasílias auf dem höchsten Punkt des Hauptstadtbezirks. Die Einweihung erfolgte schließlich mit zwei Jahren Verzögerung am 21. April 2012.

## Beschreibung
Der Turm besteht aus einem 123 Meter hohen Schaft aus Stahlbeton, der auf 60 und 80 Meter Höhe geschwungene auskragende Plattformen besitzt, die jeweils eine Glaskuppel tragen. In diesen sollen die Besucherbereiche mit Restaurant und einer Galerie für Ausstellungen untergebracht werden. Die architektonische Formensprache soll an eine Blume erinnern, weswegen der Turm auch Flor do Cerrado genannt wird. Der Zugang erfolgt über eine spiralförmig um den Schaft angelegte Rampe über einem Becken am Fuß des Bauwerks. Die Einrichtungen im Turminneren sind über drei Aufzugsanlagen und eine Feuertreppe erreichbar. Der Turmschaft verbreitet sich nach oben kelchförmig und soll von einer 56 Meter hohen, sich verjüngenden Stahlantenne abgeschlossen werden. Die Mitte des Betonschafts soll ein mit Glas verkleideter Aufzugschacht akzentuieren. Unterhalb der Dachkante sind ringsum Bullaugen angeordnet.
Der Fernsehturm erhebt sich von einem mit Wasser gefüllten kreisrunden Becken in die Höhe. Das Fundament aus 2000 m³ Beton ist 13,4 Meter tief. Die massiven Bauteile bestehen aus 10.352 Kubikmeter Beton.
Er löst den alten Fernsehturm Brasília ab, der mit 224 Metern zwar höher ist, aber einen tieferen Standpunkt in der brasilianischen Hauptstadt hat.